# 柴田科学
柴田科学株式会社（しばたかがく、英文社名:SIBATA SCIENTIFIC TECHNOLOGY LTD.）は、東京都台東区に本社を置く、環境測定機器・科学機器の製造販売を行う企業である。

## 概要
創業時から理化学および医療用ガラス器具の製造・販売を行ってきており、現在もフラスコや試薬びん等の化学向けのガラス機器や、残留農薬分析器や真空ポンプ等の研究室向け機器、更に電子材料合成装置や分注器、環境測定機器など、科学に特化した製品の製造、販売を主事業としている。

## 沿革
- 1921年 - 柴田正、弘の兄弟が会社創業（10月31日）
- 1940年 - 業界初の理化学ガラスの総合カタログ発刊
- 1943年 - 池田理化社長池田泰三の支援により陸軍航空本部監督工場に指定
- 1947年 - ビーカー、フラスコ、シャーレ、冷却器、メスフラスコの製造開始
- 1956年 - 通商産業大臣より日本工業規格（JIS）の表示許可を受ける
- 1962年 - 光散乱式デジタル粉じん計の製造開始
- 1963年 - 埼玉県草加市松江町6番地に草加工場を建設、操業開始
- 1971年 - 厚生省ビル管理法の施行に基づき室内環境測定機器の製造開始
- 1973年 - 長野県飯田市に協和工場株式会社、台湾高雄市にINTERSS TAIWAN LTDの設立
- 1977年 - 精密微差圧計が発明功労賞を受賞
- 1989年 - 草加工場がJIS表示許可工場に認定(JIS R3503)
- 1989年 - 世界最大の砂時計を島根県仁摩町に納入
- 1995年 - 国際品質規格ISO9001を認証取得
- 1997年 - 国際環境規格ISO14001を認証取得
- 2014年 - デジタル粉じん計P-1型が分析・科学機器遺産2014に認定
- 2017年 - 環境賞受賞 微量PCB含有廃電気機器を無害化する加熱洗浄装置（電力中央研究所と共同）
- 2017年 - 環境賞受賞 飛来粒子観測網の構築と予測モデルの開発（国立環境研究所と共同）
- 2021年 - 創業100周年を迎える
- 2023年 - 経済産業省の定める「DX認定事業者」としての認定
- 2024年 - 草加本社工場内にR&D棟とSC棟を新設。稼働を開始する。
- 2025年 - 公益財団法人岩谷直治記念財団より第51回(2024年度)岩谷直治記念賞を受賞する。

## 事業所
- 東京本社-  東京都台東区
- 草加本社工場 - 埼玉県草加市
- 飯田工場 - 長野県飯田市
- 東京営業所 - 東京都台東区
- 名古屋営業所 - 愛知県名古屋市
- 大阪営業所 - 大阪府大阪市
- 福岡営業所 - 福岡県福岡市

## 関連会社
- 柴田科学ホールディングス株式会社
- 英特科學股份有限公司- INTERSS TAIWAN LIMITED
- 株式会社プロテックス